# Келче
 Келче (мађ. Kölcse) је град у жупанији Саболч-Сатмар-Берег, у региону Северне Велике равнице у источној Мађарској.

## Географија
Покрива површину од 2.826 km2 (1.091 sq mi) и има популацију од 1.411 становника (2015).

## Историја
Келче је регистровано као једно од најстаријих насеља у равници Сатмари, а у његовим границама пронађени су археолошки налази из неолита и бронзаног доба.
Село је подигнуто на узвишењу окруженом реком Тур и њеном притоком Естеро, тако да није склона поплавама, а заштићено је од непријатељских напада и тиме што је до изградње канала Тур, насеље могло само прићи преко моста.
Био је то властелински центар породице Келчеи, 1344. године добили су донацију и царинска права од Лајоша Великог. Породице Ори, Дацо, Кемереи, Гачали, Перењи и Кенде су такође биле власници имања. Године 1642. Петер Келчеи и Жигмонд су добили нову донацију за границу целог села. У 19. веку само су Келчеи поседовали земљу у насељу.
Статус општине Келче је добило 1973. године

## Становништво
Године 2001. 99% становништва насеља се изјаснило као Мађари, 1% Роми.
Током пописа из 2011. године, 87,6% становника се изјаснило као Мађари, 10,4% као Роми, а 0,4% као Украјинци (12,4% се није изјаснило; због двојног идентитета, укупан број може бити већи од 100%). Верска дистрибуција је била следећа: римокатолици 14,3%, реформатори 46,2%, гркокатолици 3,4%, неденоминациони 3,4% (15% није одговорило).
У 2011. популација Келчеа је и даље била 1.261 особа, да би се почетком 2016. године повећала на 1.406 људи. Међу разлозима за то је углавном кретање становништва са друге стране украјинско-мађарске границе.